# Železná Ruda
Železná Ruda (německy Markt Eisenstein) je malé město v okrese Klatovy v Plzeňském kraji, ležící na česko-německé hranici. Žije zde přibližně 1 600 obyvatel. Město se nachází na hranici Národního parku Šumava a je to jedno z šumavských sportovních a turistických středisek cestovního ruchu.
Nachází se v těsném sousedství (přibližně 2,5 km) Bavorské Železné Rudy (německy Bayerisch Eisenstein), 80 km od krajského města Plzeň, 38 km od města Klatovy, 25 km od města Nýrsko a 31 km od města Sušice.

## Historie
Svoje jméno Železná Ruda získala díky těžbě stejnojmenné suroviny v první polovině 16. století, díky které také byla založena na mnohem starší cestě přes Šumavu z Čech do Bavorska. V 17. století se  průmysl města přeorientoval na sklářství. Německý název města pochází ze středověkého statutu obce, která byla městysem a měla tzv. právo trhu, proto tedy Markt v názvu.
V roce 1921 podle Chytilova místopisu Československé republiky:
- v městysi Městys Železná Ruda  stálo 255 domů a žilo zde 2919 obyvatel, z toho 222 Čechoslováků a 2624 Němců,
- ve vsi Ves Železná Ruda (německy Dorf Eisenstein), tehdy samostatné obci, stálo 96 domů a žilo zde 817 obyvatel, z toho 28 Čechoslováků a 781 Němců,[4]
  - Špičák byl součástí obce Ves Železná Ruda[5]  
  - Pancíř byl osadou obce Ves Železná Ruda

V letech 1938 až 1945 byla Železná Ruda v důsledku uzavření Mnichovské dohody přičleněna k nacistickému Německu.

### Obecní správa

#### Místní správní komise v obci Železná Ruda, městys
Pro dočasnou správu obcí od roku 1945, v nichž pro převážnou většinu obyvatelstva státně nespolehlivého zejména v pohraničí nemohl být ustanoven místní národní výbor, byly okresními národními výbory, resp. okresními správními komisemi jmenovány místní správní komise, které měly stejné pravomoci jako místní národní výbory. Místní správní komise byly složeny ze 3 až 6 jmenovaných členů, předseda MSK byl také jmenován.
Místní správní komise v Železné Rudě městysi vznikla jmenováním předsedy a členů dne 24. července 1945 Okresním národním výborem v Klatovech podle ústavního dekretu prezidenta republiky číslo 18, článek 1 a paragrafu číslo 6 vládního nařízení číslo 4/1945 Sb. o volbě a pravomoci národních výborů pro Městys Železná Ruda a osadu Debrník.

#### Místní národní výbor v obci Železná Ruda, městys
Místní správní komise v Železné Rudě městysi byla nahrazena místním národním výborem dne 30. června 1946 podle ústavního dekretu prezidenta republiky číslo 18, článek 1 a paragrafu číslo 2 vládního nařízení číslo 4/1945 Sb. o volbě a pravomoci národních výborů, a to podle výsledků voleb do ústavodárného Národního shromáždění, konaného dne 26. května 1946 ve smyslu paragrafu číslo 11 vládního nařízení číslo 120/1946 Sb. o obnovení národních výborů. Hlavní podmínkou pro vznik místního národního výboru byl počet odevzdaných více než 50 platných voličských hlasů v obci.

## Místní části
- Alžbětín
- Debrník
- Hojsova Stráž
  - Prenet
- Pancíř
- Špičák
- Železná Ruda

## Územní příslušnost
- k 1. lednu 1948 patřila obec Městys Železná Ruda ( úřední název ) a osada Debrník do správního okresu Klatovy, soudní okres Nýrsko, poštovní úřad, železniční stanice a nákladiště Železná Ruda, stanice sboru národní bezpečnosti Městys Železná Ruda. Státní statistický úřad v Praze uvádí, že v obci Městys Železná Ruda bylo k 22. květnu 1947 sečteno 1322 přítomných obyvatel.[7][8]

- k 1. únoru 1949 patřila obec Železná Ruda Městys ( úřední název ) a části obce: 1. Železná Ruda Městys I., 2. Železná Ruda Městys II.,[9] 3. Debrník[9][10] do okresu Klatovy, kraj Plzeňský[10][11]
- v r. 1949 byl stanoven nový úřední název obce: Železná Ruda[9]
- k 1. lednu 1950 měla obec Železná Ruda matriční úřad při místním národním výboru. Do matriční obvodu Železná Ruda patřily obce : 1. Železná Ruda, 2. Hamry, 3. Hojsova Stráž, 4. Špičák.[12]
- k 16. únoru 1952 byla z matričního obvodu Nýrsko vyňata obec Zadní Chalupy, t.č. část obce Hamry a nově přiřazena do matričního obvodu Železná Ruda[13]
- k 1. červenci 1952 měla obec Železná Ruda tyto části : 1. Železná Ruda I., 2. Železná Ruda II.[14]
- k 1. lednu 1955 měla obec Železná Ruda tyto části : 1. Železná Ruda I., 2. Železná Ruda II., osada Debrník uvedena jako zaniklá[15]
- k 1. červenci 1960 patřila obec Železná Ruda do okresu Klatovy, kraj Západočeský. Obec Železná Ruda měla tyto části : 1. Železná Ruda I., 2. Železná Ruda II. - Alžbětín[16][17]
- k 1. červenci 1960 byla z matričního obvodu Železná Ruda vyňata obec Hamry a nově přiřazena do matričního obvodu Dešenice[16][17][18]
- k 1. červenci 1975 mělo město Železná Ruda tyto části : 1. Alžbětín ( původní název Železná Ruda II. - Alžbětín, používaný od 1. července 1960 do 30. června 1975 byl zrušen[16] ), 2. Špičák ( bývalá osada Pancíř byla od 1. července 1960 místní částí obce Špičák[16] ), 3. Železná Ruda ( původní název Železná Ruda I., používaný od 1. ledna 1950 do 30. června 1975 byl zrušen ).[9][12][16][17][19]

### Změny názvu katastrálního území
- do r. 1949 Městys Železná Ruda I.
- od r. 1949 Železná Ruda I.
- od r. 1998 Železná Ruda

## Integrace okolních obcí do města
- 1. července 1960 Pancíř / sídlo MNV Špičák[16][17]
- 1. července 1960 Špičák / sídlo MNV[16][17]
- 1. ledna 1980 Hojsova Stráž / sídlo MNV

## Památky
Barokní kostel Panny Marie Pomocné z Hvězdy (s dvojitou kopulí), kaplička sv. Barbory, Křížová cesta s kaplí Svaté Anny atd. Místní muzeum sídlí v bývalém rodinném domě významné rodiny sklářů Abelů a disponuje celoroční výstavou vztahující se k historii města, která byla úzce spjata se sklářstvím.
Přímo v centru města se nachází bývalý lovecký zámeček postavený v roce 1690, původně jako letní sídlo hrabat Nothaftů. V této budově s číslem popisným 1 se v roce 1892 narodil český zoolog, pedagog a spisovatel prof. dr. Julius Miloš Komárek. V současné době se jedná o nejstarší zachovalou budovu v Železné Rudě a nachází se zde muzeum historických motocyklů s celou řadou unikátních motocyklů a expozice loutek.
Špičácký tunel byl do roku 2007 nejdelším železničním tunelem (1747 m) v Česku. Skrze budovu nádraží v Alžbětíně prochází státní hranice.

## Příroda
V okolí se nachází např. Černé jezero a Čertovo jezero a hory Špičák a Pancíř. U hřbitova na jižním okraji města je chráněné stromořadí Alej u hřbitova.
Městem protéká potok Řezná, hlavní zdrojnice řeky ústící do Dunaje ve městě Řezno. Železnorudsko tak leží jako jedna z mála míst Čech v povodí Dunaje.

## Ekonomika
Železná Ruda je největším lyžařským střediskem Šumavy a Plzeňského kraje a také důležitým centrem zimní i letní turistiky. Na ekonomice města se významně podílí hotelové, restaurační a rekreační služby.
V nadmořské výšce 865 až 1202 m n. m. na jihovýchodním svahu Špičáku se nachází lyžařský areál s 9 sjezdařskými tratěmi různé obtížnosti. Další sjezdovky se nacházejí na sousedním Pancíři (1214 m), kam vede sedačková lanová dráha Špičák – Pancíř.
Železnorudsko rovněž nabízí desítky kilometrů rolbou upravovaných běžkařských tratí.

## Doprava
Město je napojeno na železniční trať Plzeň – Železná Ruda-Alžbětín, na území města se nachází 5 železničních stanic a zastávek a to : Hojsová Stráž-Brčálník, Špičák, Železná Ruda město, Železná Ruda centrum a Železná Ruda-Alžbětín. Několikrát denně zde jezdí přímý vlak z Prahy a osobní vlaky do Klatov zhruba ve dvouhodinových intervalech a také vlaky do Plattlingu.
Městem prochází též silnice I/27, která spojuje Železnou Rudu s krajským městem Plzeň a která je současně evropskou silnicí E53 (Plzeň-Mnichov).

## Osobnosti
- Martin Jakš (* 1986), reprezentant v běhu na lyžích
- Herbert Lom (1917–2012), herec[22]
- Evžen Kůs (* 1954), zoolog
- Marek Ztracený (* 1985), zpěvák
- Julius Miloš Komárek (1892–1955) učitel, vědec, spisovatel
- Jan Kučera (dirigent)
- Jiří Liška (1944–2022), pediatr

## Galerie

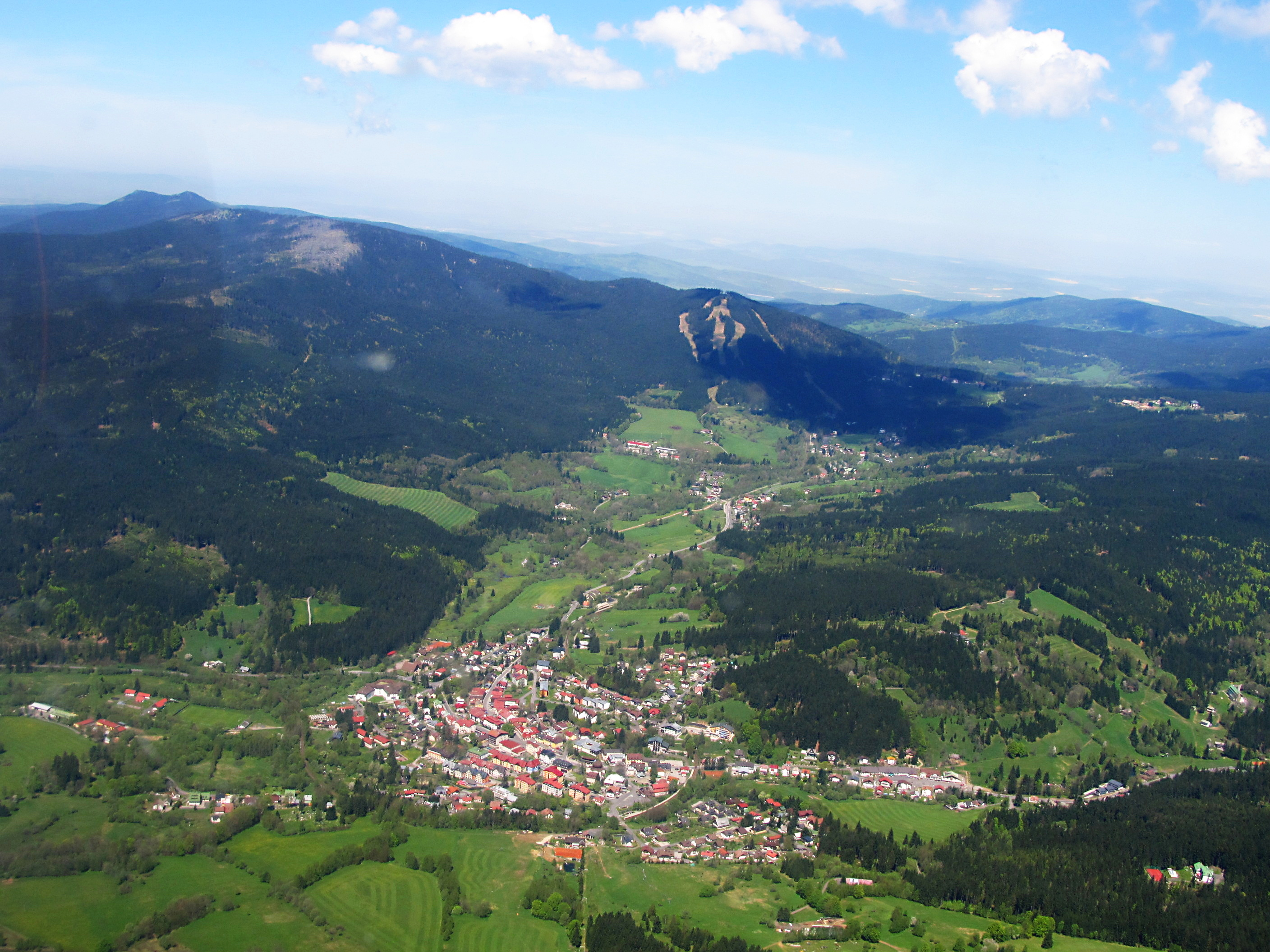
letecký pohled
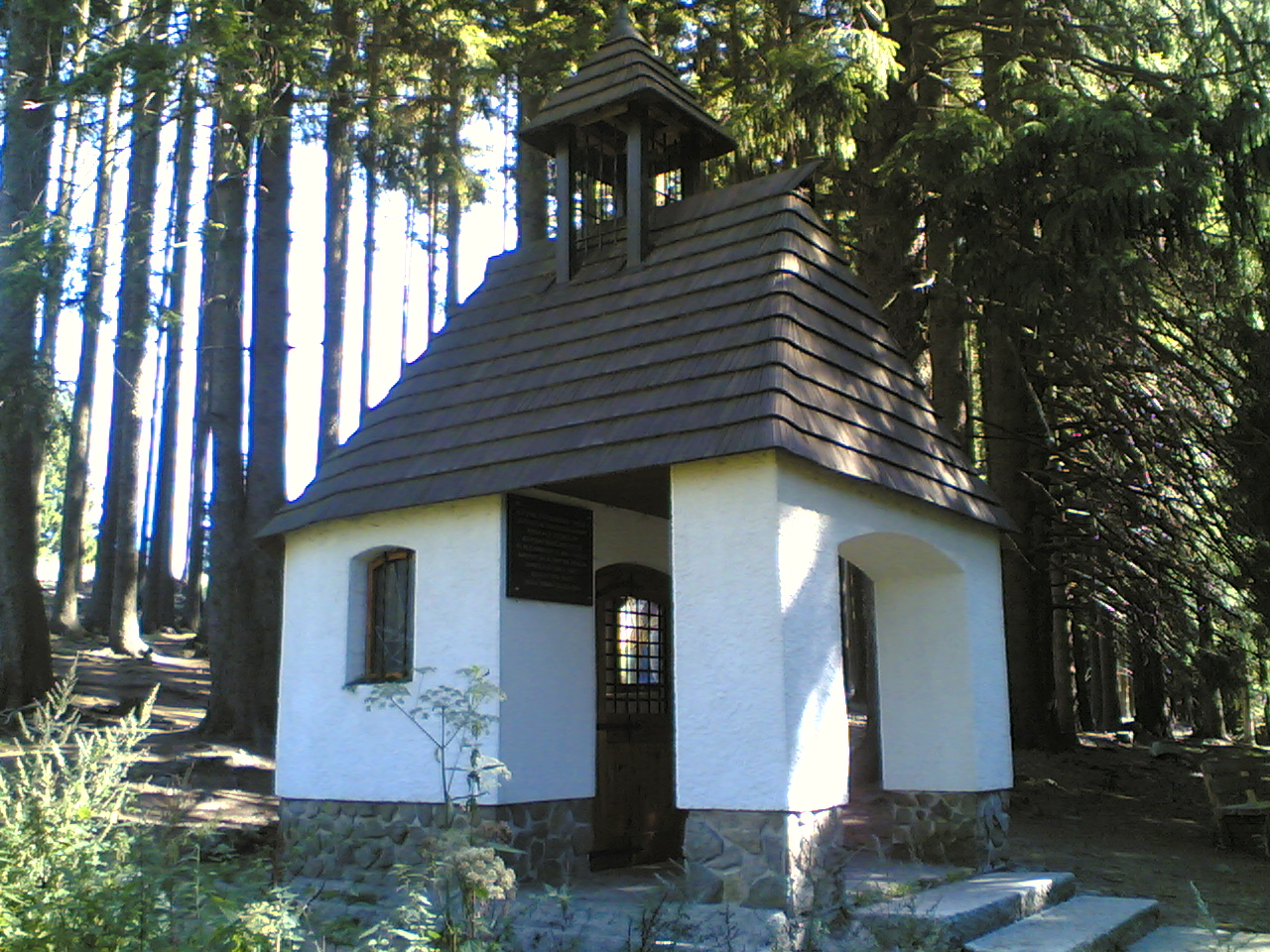
Kaplička sv. Anny
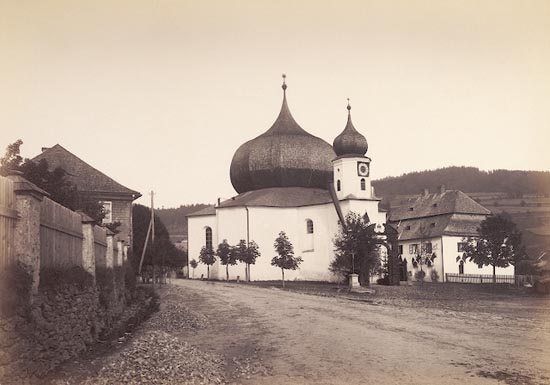
Kostel Panny Marie Pomocné na fotografii z let 1880–82
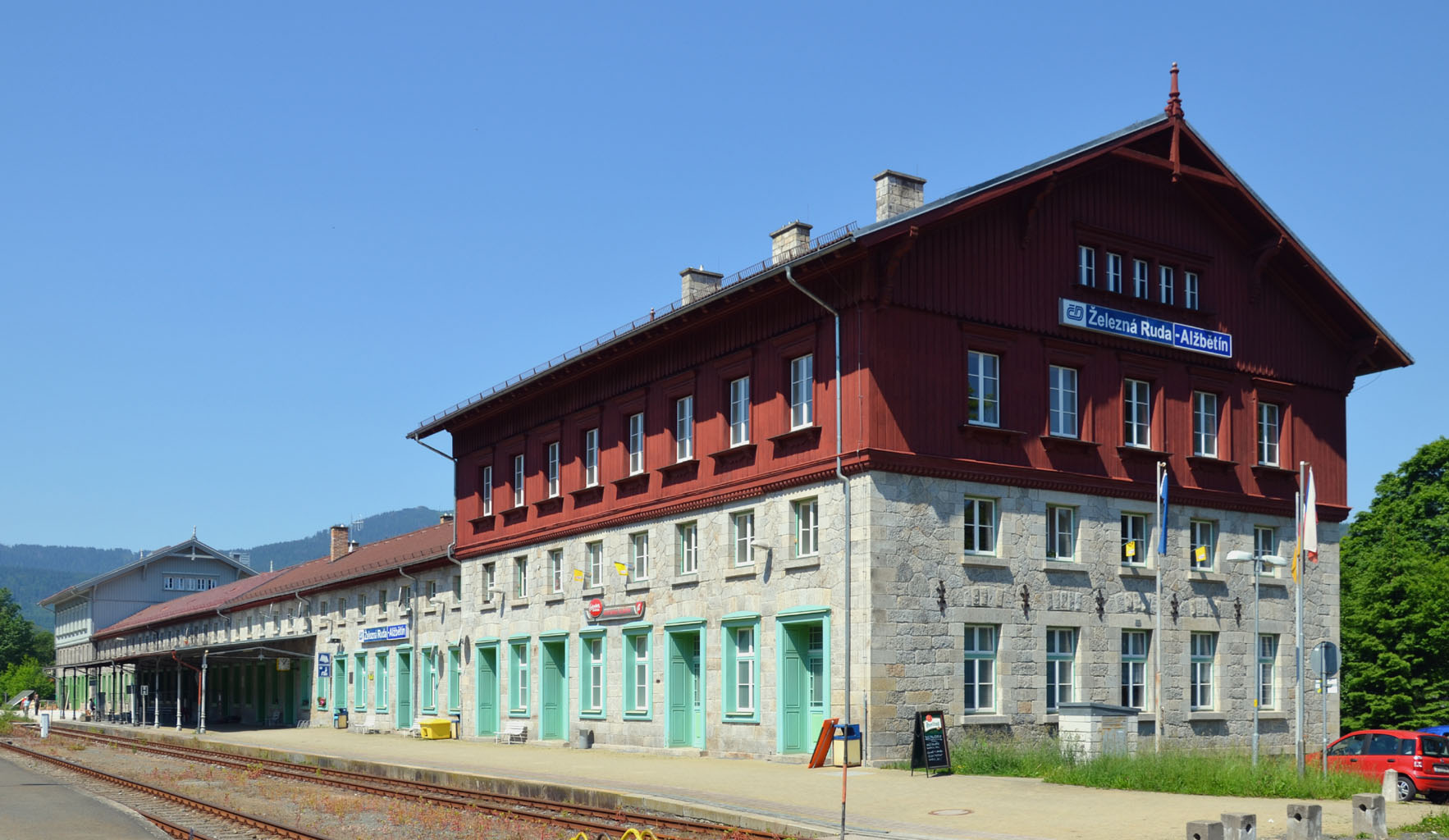
Budova nádraží Železná Ruda-Alžbětín
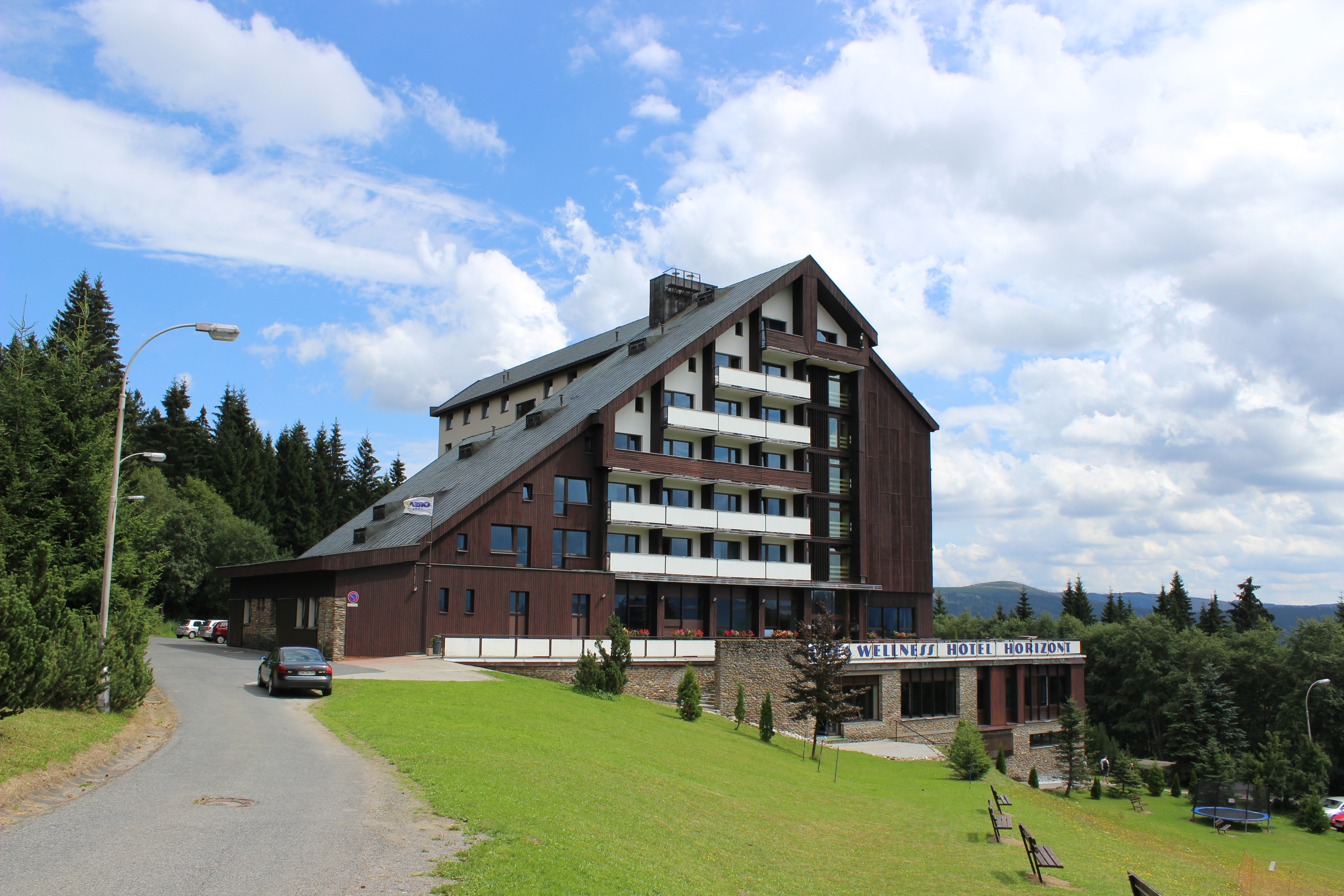
Hotel na Hofmankách
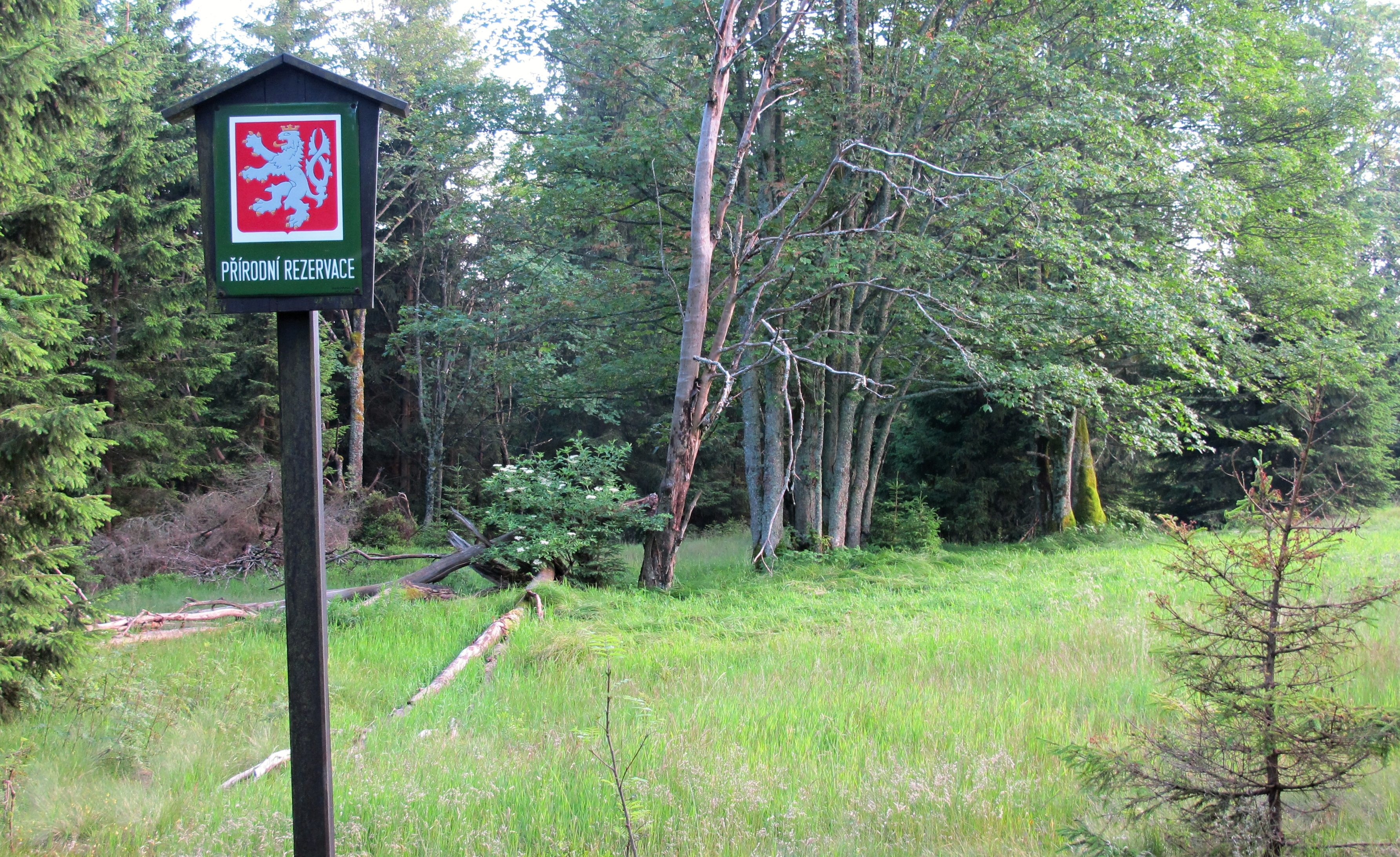
Přírodní rezervace Prameniště
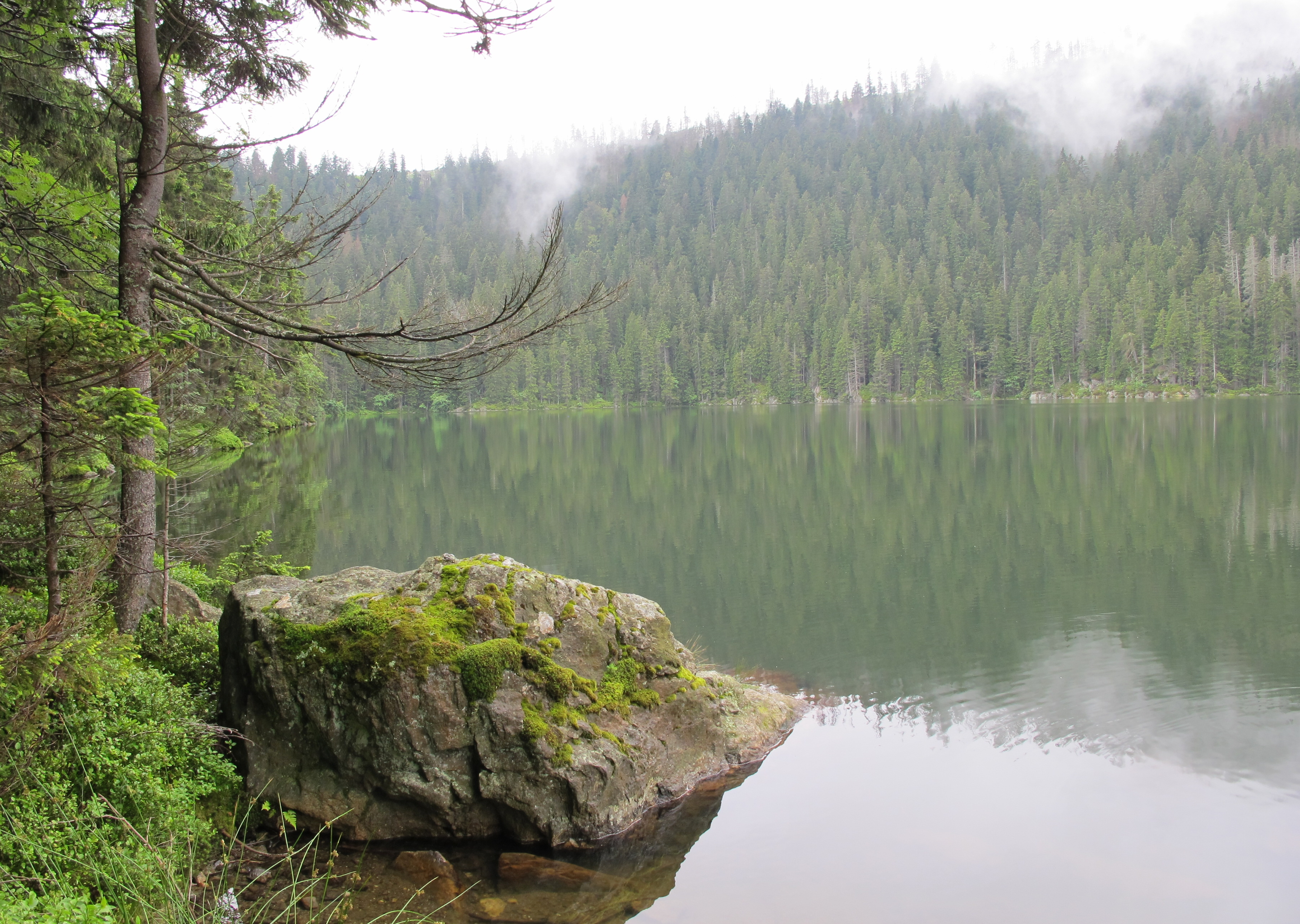
Čertovo jezero
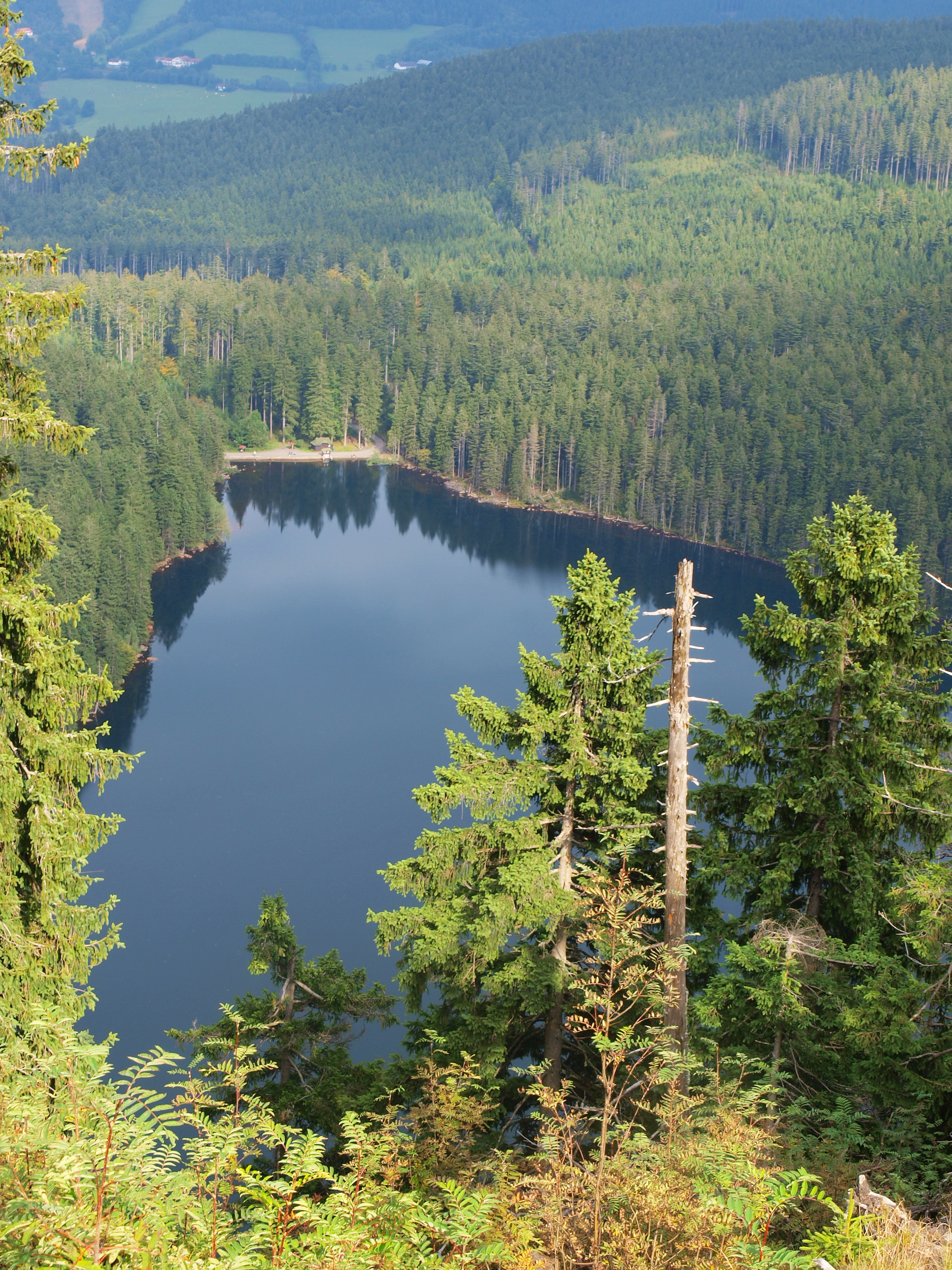
Černé jezero